# Rhaphidophora minor
Rhaphidophora minor — вид квіткових рослин із родини Araceae, роду Rhaphidophora. Це ліана, рідним ареалом якої є Малайзія, Філіппіни, Індонезія, Таїланд.